# Indeks terapeutyczny
Indeks terapeutyczny, wskaźnik terapeutyczny, współczynnik terapeutyczny – stosunek dawki leku powodującej objawy zatrucia do dawki skutecznej leczniczo.
Wskaźnik terapeutyczny jest różny dla różnych leków i charakteryzuje ich bezpieczeństwo. Im większy on jest, tym szerszy jest zakres terapeutyczny, co przekłada się na wyższe bezpieczeństwo leku. Dąży się do stosowania leków o wysokim stosunku tych dawek, ale nie zawsze jest to możliwe – na przykład cytostatyki, ze względu na to, że ich zadaniem jest niszczenie żywych komórek organizmu, mają niski wskaźnik terapeutyczny i, co za tym idzie, wąski zakres terapeutyczny. 
W badaniach przedklinicznych leków indeks terapeutyczny określa się, badając stosunek LD50 (dawki śmiertelnej dla połowy badanej populacji) do ED50 (dawki wywołującej pożądany efekt terapeutyczny w połowie badanej populacji). Wykorzystuje się też stosunek LD25 do ED75.